# Revuelta de Nanchang
La Revuelta de Nanchang (南昌起义) (1 de agosto de 1927), después de la Matanza de Shanghái de abril, fue el primer choque significativo entre el Kuomintang y el Partido Comunista de China en la guerra civil china.
Tropas del Kuomintang en Nanchang llevaron a cabo un alzamiento comandadas por He Long y Zhou Enlai en un intento por hacerse con el control de la ciudad una vez finalizada la primera alianza entre el Kuomintang y los comunistas. Otros jefes de importancia fueron Zhu De, Ye Ting y Liu Bocheng.
Las fuerzas comunistas ocuparon Nanchang y después escaparon al sitio impuesto por las tropas del Kuomintang el 5 de agosto, retirándose a las montañas de Jinggang en Jiangxi. El 1 de agosto se recordó posteriormente como aniversario de la fundación del Ejército Popular de Liberación. Se considera que fue el primer enfrentamiento de los comunistas con el Kuomintang.